# Danielle Lao
Danielle Lao (Pasadena, 28 mei 1991) is een tennisspeelster uit de Verenigde Staten van Amerika.
Ze begon op zevenjarige leeftijd met tennis.
In 2008 won zij het USTA National Open-toernooi.
In 2016 speelde zij samen met Jacqueline Cako haar eerste grandslamtoernooi op het vrouwendubbelspel van het US Open.

## Privé
Tot haar dertiende speelde Lao ook golf. Lao studeerde van 2009 tot 2013 aan de University of Southern California. Ze schreef een boek, The Invaluable Experience, dat ooit was begonnen als een blog op Tumbler.

## Posities op deWTA-ranglijst
Positie per einde seizoen:
| jaar | rang enkelspel | rang dubbelspel |
| ---- | -------------- | --------------- |
| 2009 | –              | 1029            |
| 2013 | 576            | 763             |
| 2014 | 475            | 224             |
| 2015 | 272            | 287             |
| 2016 | 317            | 285             |
| 2017 | 238            | 472             |
| 2018 | 170            | –               |

## Resultaten grandslamtoernooien
| Legenda | Legenda                          |
| ------- | -------------------------------- |
| g.t.    | geen toernooi gehouden           |
| l.c.    | lagere categorie                 |
| –       | niet deelgenomen                 |
| G       | uitgeschakeld in de groepsfase   |
| 1R      | uitgeschakeld in de eerste ronde |
| 2R      | uitgeschakeld in de tweede ronde |
| 3R      | uitgeschakeld in de derde ronde  |
| 4R      | uitgeschakeld in de vierde ronde |
| KF      | uitgeschakeld in de kwartfinale  |
| HF      | uitgeschakeld in de halve finale |
| F       | de finale verloren               |
| W       | het toernooi gewonnen            |
| w-v     | winst/verlies-balans             |

### Enkelspel
| toernooi        | 2017 | 2018 |
| --------------- | ---- | ---- |
| Australian Open | –    | –    |
| Roland Garros   | –    | –    |
| Wimbledon       | –    | –    |
| US Open         | 1R   | 1R   |

### Vrouwendubbelspel
| toernooi        | 2016 |
| --------------- | ---- |
| Australian Open | –    |
| Roland Garros   | –    |
| Wimbledon       | –    |
| US Open         | 1R   |